# Птицы (комедия)
«Пти́цы» (др.-греч. Ὄρνιθες) — самая длинная комедия древнегреческого комедиографа Аристофана, написанная в 414 году до н. э. Во время драматургических состязаний, которые состоялись весной того же года в праздник Великие Дионисии, «Птицы», поставленные от имени Каллистрата, заняли второе место. В основе сюжета — история о том, как афиняне Писфетер и Эвельпид, уставшие от интриг и судебных тяжб, пытаются найти тихое пристанище; в результате странники попадают в птичье сообщество и создают среди облаков город Тучекукуевск (др.-греч. Νεφελοκοκκυγία). Исследователи называют «Птиц» социальной утопией, комедией-сказкой, политической сатирой, отражающей отношение автора к Сицилийской экспедиции. В образе Писфетера обнаруживаются, по их мнению, черты древнегреческого полководца Алкивиада.
Комедия насыщена каламбурами, остротами, жаргонными выражениями; среди художественных средств и литературных приёмов, используемых автором, — пародия, гротеск, иносказание. Вместе с тем отдельные сцены «Птиц» отличаются лиризмом и музыкальностью. В композиции пьесы исследователи выделяют парабасу, которая впервые в произведениях Аристофана утрачивает функцию публицистического отступления и включается непосредственно в сюжет произведения. Комедию переводили на русский язык М. Скворцов (1874), Владимир Чуйко (1882), Адриан Пиотровский (1927), Соломон Апт (1954). Гёте переработал пьесу для постановки на сцене Веймарского театра («Птицы по Аристофану», 1780). Сюжет «Птиц» был использован композитором Вальтером Браунфельсом, написавшим одноимённую оперу (1920).

## История создания и постановки

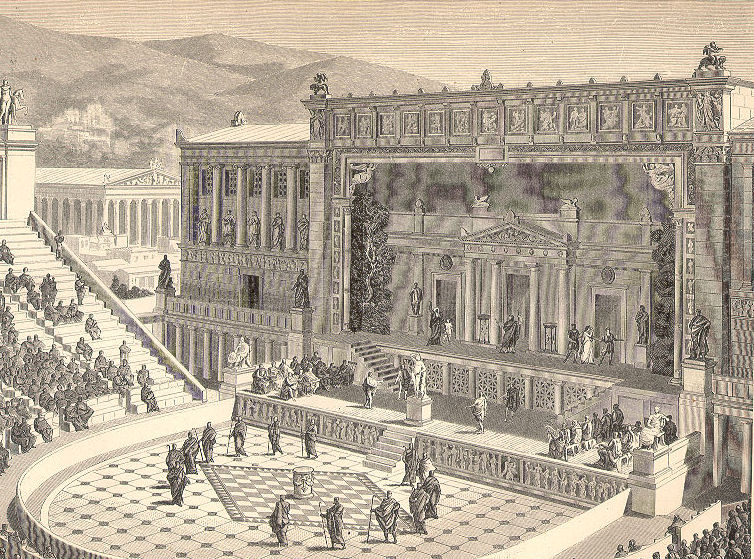
Театр Диониса

Аристофан работал над «Птицами» зимой 415/14 года до н. э. Подготовительная работа, судя по объёму пьесы (1765 стихов) и большому количеству действующих лиц, началась задолго до постановки. Комедия писалась в период «сильного общественного возбуждения», когда всеобщее внимание было приковано к сицилийской экспедиции Алкивиада, начавшейся в мае 415 года до н. э. Несмотря на первые успехи, исход военной кампании ещё находился под вопросом, и социальные настроения афинян нашли, по мнению исследователей, отражение в отдельных сценах пьесы.
Комедия «Птицы» была поставлена на сцене весной 414 года до н. э., в праздник Великие Дионисии. Это было помпезное мероприятие, устраивавшееся в честь бога Диониса и собиравшее публику со всей Аттики. Каждый из трёх комических поэтов, допущенных к драматургическим состязаниям, должен был представить по одному произведению (в отличие от трагических поэтов, которым надлежало показать по четыре пьесы). Комедии оценивали пять судей, выбор которых для исследователей остаётся не вполне понятным; точно так же не известен и уровень их компетентности. Аристофан обыгрывал тему конкурсного судейства и в комедии «Облака» («Мы хотим сказать, какие выгоды будут получать судьи, если они будут помогать этому хору по справедливости. Прежде всего, если вы захотите весною перепахивать поля, мы вам первым будем лить дождь, а остальным позднее»), и в «Птицах», где даются следующие обещания: «А теперь мы нашим судьям рассказать хотим о том, / Сколько благ их ожидает, если нам присудят приз. / И Парис таких даров бы не дождался от богинь!»
При подготовке к состязаниям драматург должен был сам работать с актёрами и хором, писать музыку, обучать артистов танцам. Если он не обнаруживал в себе задатки режиссёра, хореографа и композитора, то имел право обратиться за содействием к другому лицу. В этом случае пьеса шла под именем постановщика; он же получал гонорар. Своё отношение к ситуации, когда собственное произведение — вместе с авторскими правами — приходилось отдавать другим людям, Аристофан изложил в «Облаках» (поставленных, вероятно, поэтом Филонидом) — там драматург сравнил себя с неопытной девушкой, которой «пришлось подкинуть дитя, увидать в чужих руках. Вы его вскормили тогда бережно и ласково». «Птицы», как и некоторые другие пьесы Аристофана, вышли под именем некоего Каллистрата, о котором практически ничего не известно, — возможно, это был поэт или актёр.
«Птиц» афиняне встретили прохладно. Ожидания зрителей, привыкших к тому, что в успешных комедиях обычно изобличается какая-либо популярная персона, не оправдались — люди были явно разочарованы, что на сцене появились не совсем привычные им персонажи, а сама пьеса не содержала необходимого поучения. Не поняли смысл произведения и судьи, отдавшие «Птицам» второе место (на первом был Амипсий с комедией «Пирующие», на третьем — Фриних с «Отшельником»). По замечанию филолога Сергея Соболевского, на сей раз «это даже не особенно раздосадовало Аристофана».

## Сюжет
Молния, золотом ясным блестящая,

Зевса-отца копье огненосное,

Гром, сотрясающий землю и нивам дожди приносящий,

Вот кто властитель над вами!

Вот кто наследует Зевсу!

С ним и советница Зевса – Василия.

Гимен, о Гименей, о!

Два афинянина — Писфетер и Эвельпид (или Евельпид), уставшие от пребывания в мире интриг, доносов и судебных тяжб, отправляются на поиски уголка, жизнь в котором была бы уютной и безмятежной. Их спутники галка и ворона, выполняющие роль путеводителей, после долгих странствий приводят героев к царю птиц Удоду. Узнав от него, что пернатым живётся легко и привольно, Писфетер выступает с идеей создания между небом и землёй города «Нефелококкигия» — «Тучекукуевска». Сумев убедить птиц, что в построенном среди облаков полисе они смогут управлять и миром богов, и миром людей, Писфетер приступает к строительству.
Слухи об идеальном городе распространяются быстро, и вскоре на земле начинается настоящий «птичий бум»: люди стремятся подражать пернатым, нарекают себя птичьими именами, жаждут обрести крылья. В Тучекукуевск устремляются нищий поэт, аферист, оракул, кляузник и иные «искатели счастья» — Писфетер, поколотив непрошеных гостей, отправляет их обратно. Появляются посланники и от богов, которые, утратив доступ к дыму от жертвоприношений, остаются без пищи. Делегация, в состав которой входят Посейдон, Геракл и фракийский бог Трибалл, ведёт переговоры поначалу весьма жёстко, однако глава «идеального города» с помощью интриг и манипуляций вносит раскол в ряды визитёров, а затем вынуждает их принять выдвинутые им условия. В результате Писфетер, получивший в жёны дочь Зевса — богиню Басилею (Басилию), выходит из сложной ситуации победителем. Комедия завершается свадебным гимном в исполнении хора птиц, славящих нового властителя Писфетера и его жену.

## Персонажи

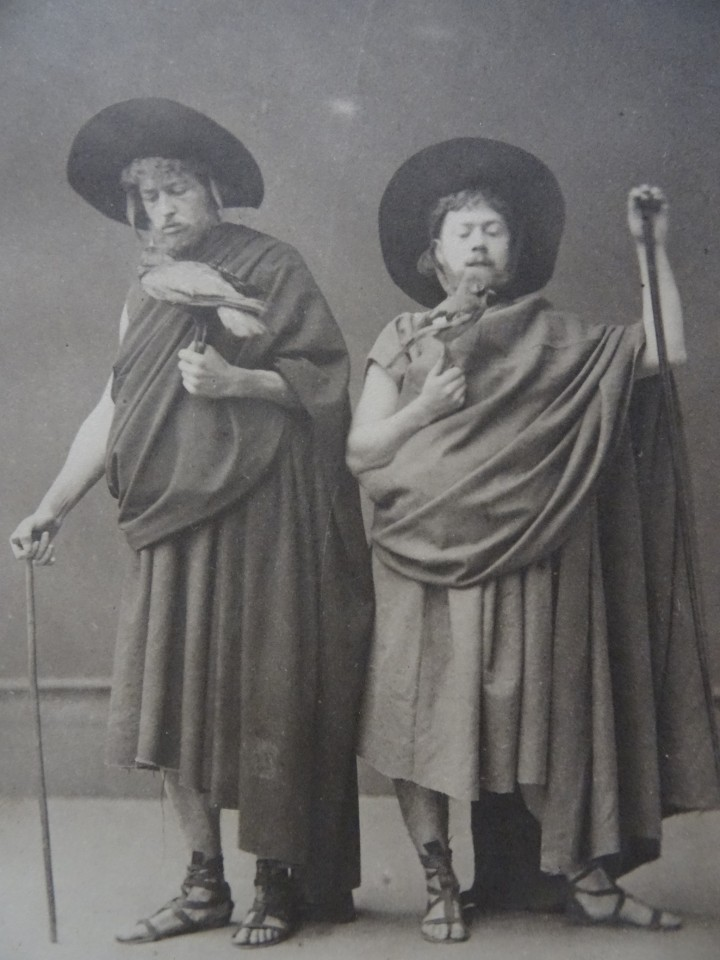
Постановка «Птиц» 1883 года в Кембриджском университете. Писфетер и Эвельпид

Основное действие комедии связано с перипетиями двух немолодых афинян — Писфетера («Верный товарищ», «Умеющий убеждать») и Эвельпида («Неунывающий»). Писфетер, судя по характеристикам, которые ему дают исследователи, — герой многогранный и противоречивый. Он, с одной стороны, ловок, предприимчив, находчив, умеет увлечь собеседников и заразить их своими идеями (так, именно его красноречие заставляет птиц, поначалу яростно встретивших чужаков, поверить в проект по возвращению им былого могущества); с другой стороны, получив крылья, Писфетер сохраняет «аппетиты человека» — «полакомиться дичиной ему, как и встарь, доставляет немалое удовольствие». В нём обнаруживаются дипломатические качества и одновременно — «повелительный эгоизм»; умение повести за собой массы и пренебрежительная снисходительность к просителям; черты безусловного лидера и «замашки сверхчеловека». Всё это в той или иной мере сближает главного героя «Птиц» с Алкивиадом. Спутник Писфетера — доверчиво-добродушный Эвельпид — не обладает столь деятельной энергией, зато он надёжен и миролюбив; исследователи предполагают, что в его образе воплотились отдельные черты афинского военачальника Никия.
Значительную роль в сюжете комедии играет Удод — при встрече с Писфетером и Эвельпидом этот персонаж с причудливым оперением и длинным клювом сначала спрашивает: «Издеваетесь над перьями моими?», а затем признаётся: «Был ведь, странники, я человеком». Некогда Удод, согласно мифам, был царём Тереем, женатым на афинской царевне Прокне, однако позже судьба его изменилась, о чём он и сообщает визитёрам: «Да это ведь Софокл в своей трагедии / Меня, Терея, превратил в посмешище» (речь идёт о трагедии Софокла «Терей», где показано превращение героя в птицу).
Появление Удода, понимающего человеческий язык и хорошо разбирающегося в психологии людей, придаёт пьесе сказочный характер, а беседа с путешественниками, наполненная намёками на афинские бытовые и политические реалии, доводит ситуацию до уровня «комического контраста». Предложенный Писфетером проект по строительству идеального города кажется Удоду заманчиво-остроумным, но принять решение в одиночку он не может, а потому решает устроить совещание с участием других птиц. Разбудив свою подругу Соловушку, он вместе с нею созывает птиц на общий сбор, и звучащая в сопровождении флейты ария Удода создаёт на сцене «лирико-фантастическую атмосферу»: «Сюда, мои товарищи пернатые! / С полей поселян, из тучных овсов / Ко мне спешите тысячи и тысячи». Сольную партию Удода, по мнению филолога Виктора Ярхо, можно сравнить с арией Весны из пролога оперы «Снегурочка» русского композитора Николая Римского-Корсакова.
Весьма колоритны в «Птицах» образы небожителей, прибывших в Тучекукуевск на переговоры с главой города. Фактически интересы богов в делегации отстаивает лишь Посейдон; Геракл, купившийся на щедрое угощение Писфетера, представлен «грубым обжорой», а речи бога Трибалла («Мордопалкою тебя», «Абракадабрытри») никому не понятны и не вызывают никакой ответной реакции. Наряду с персонажами, непосредственно влияющими на развитие сюжета, в комедии присутствуют и второстепенные действующие лица — к ним относятся, например, бесталанный поэт, кляузник и другие «искатели счастья» — по словам Виктора Ярхо, эти лишённые индивидуальных черт образы являются скорее масками, нежели характерами.

## «Идеальный город»

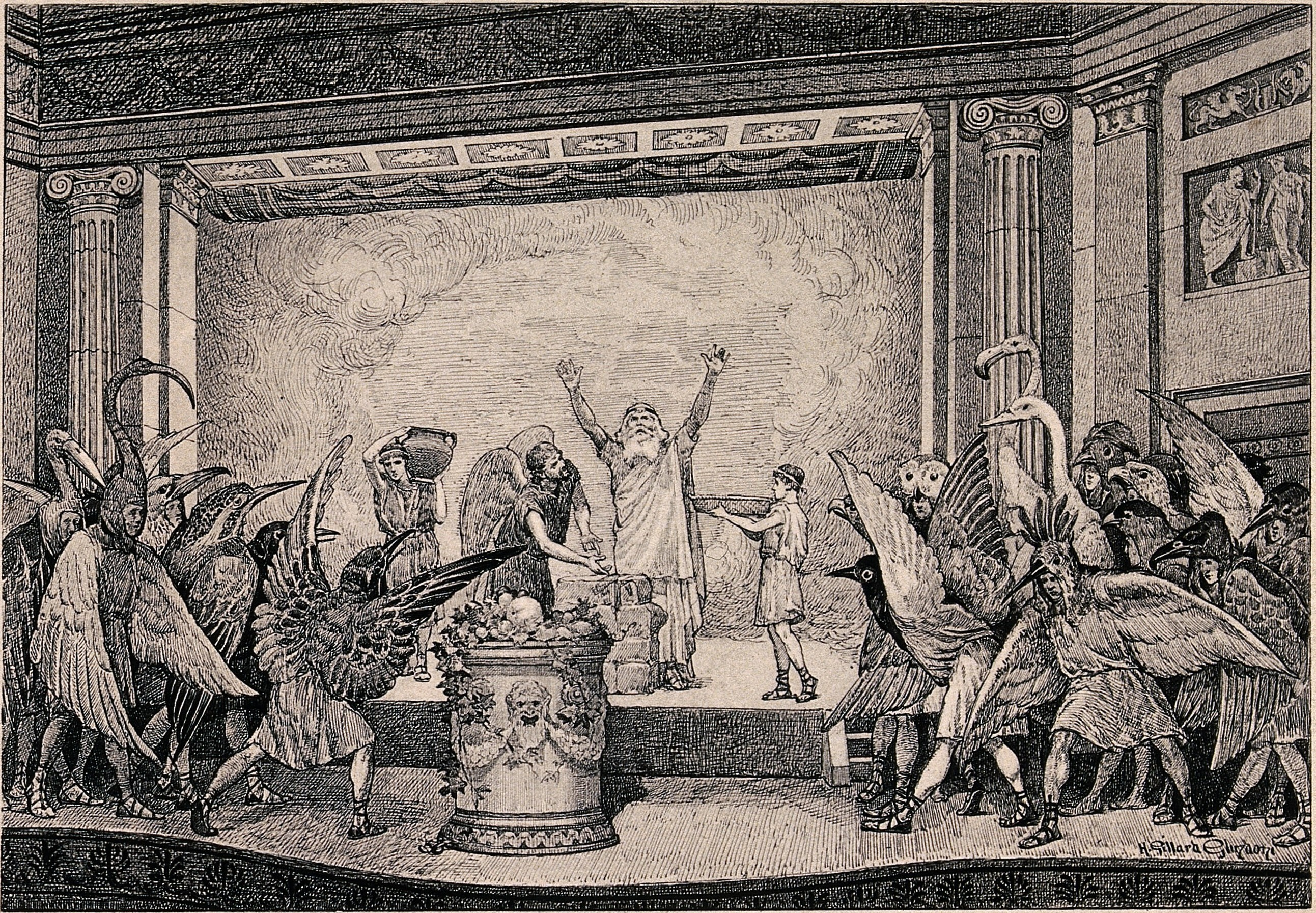
Постановка «Птиц» 1883 года в Кембриджском университете. Травление Джона Глиндони

Идея создания совершенного города, весьма актуальная в эпоху античности, занимала заметное место в творчестве Аристофана: элементы утопизма обнаруживались ещё в первых его пьесах. В «Птицах» интересовавшая драматурга тема вышла уже на иной уровень — жанровый: как отмечают исследователи, история об основании Тучекукуевска — это сказочная комедия-утопия. Герои произведения покидают город не по политическим причинам — их уход связан с недовольством афинской повседневной суетой, бесконечными хлопотами и треволнениями. Если Писфетер, выступая перед птицами, воспроизводит почти поэтическую картину афинского утра, начинающегося с петушиной побудки: «Как встают для работы ткачи, гончары, кузнецы, заготовщики кожи, / Мукомолы, портные, настройщики лир, все, кто точит, сверлит и строгает, / Обуваются быстро, хоть ночь на дворе, и бегут», то Эвельпид вспоминает о сопровождающих жизнь горожан нескончаемых судебных тяжбах: «Возьмем цикад — они не больше месяца / Иль двух звенят в садах, а вот афиняне / Всю жизнь галдят в суде, на заседаниях».
Афинские граждане, с точки зрения комедиографа, чересчур увлечены войной и сутяжничеством; они слишком податливы к новыми учениям, демагогическим уловкам и «философским бредням». Легковерие афинян проявляется и в истории с «птичьим раем». Поначалу главные герои даже не помышляют о том, что их новое обиталище будет идеальным — они просто ищут уголок, где можно жить без забот и переживаний. Поэтому Эвельпид при встрече с Удодом просит: «Ты город укажи нам, мягкий, войлочный, / Прекрасношёрстный, чтоб тепло устроиться». Подробностями новый проект начинает обрастать чуть позже, когда Писфетер произносит речь перед пернатыми: «Птичий город, во-первых, вам нужно создать и единым зажить государством, / А затем высоченной кирпичной стеной, наподобие стен вавилонских, / Воздух весь окружить, обнести, оцепить весь простор меж землёю и небом». Слухи о райском государстве, где есть любые блага, включая птичье молоко, доходят до афинян, и на земле начинается «орнифомания» — желание подражать птицам. В стремлении горожан обрести крылья и попасть в Тучекукуевск исследователи видят «погоню за несбыточной блаженной жизнью» — подобными химерами, по утверждению филолога Сергея Соболевского, «была богата эпоха сицилийской экспедиции».
Среди визитёров, пытающихся проникнуть в Тучекукуевск, есть афинский геометр Метон. Он появляется с измерительными приборами — линейкой и циркулем — и в диалоге с Писфетером рассказывает о своём проекте идеального города: «Затем прямую, тоже по линеечке, / Я проведу, чтоб круг квадратом сделался. / Здесь, в центре, будет рынок». План Метона не находит понимания у Писфетера, и тот, поколотив гостя, изгоняет его. Высмеивая в комедии «Птицы» схемы Метона, Аристофан, возможно, имел в виду градостроительную систему одного из своих идейных оппонентов — архитектора Гипподама, создававшего проекты городов «в соответствии с космической гармонией». В то же время ряд исследователей считает, что в образе геометра выведен под собственным именем древнегреческий астроном и инженер Метон Афинский.

## Роль костюма

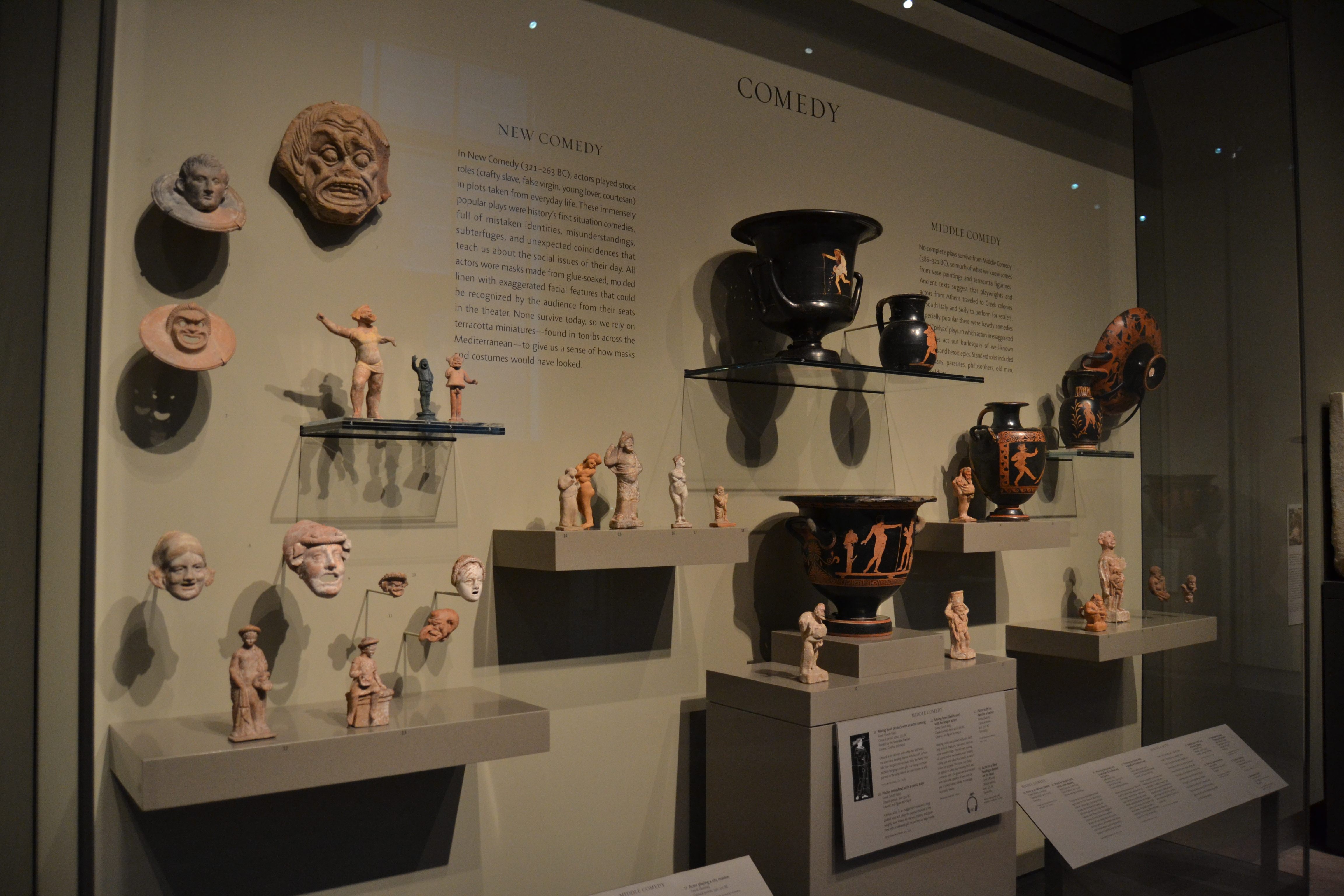
Маски, костюмы комедий Греции в Музее изящных искусств Бостона

Комедии Аристофана очень эффектны с точки зрения костюмов, в которые облачены его персонажи, однако составить полное представление об одежде, обуви и масках, в которых выходили на сцену актёры в V веке до н. э., сложно из-за отсутствия материальных доказательств. По словам профессора Гвендолин Комптон-Энгл, исследователи, занимающиеся реконструкцией костюмов античного театра, извлекают необходимую информацию в основном из археологических записей и текстов пьес. К примеру, описание облика Удода и его слуги, крылатых нарядов Писфетера и Эвельпида, костюмов птичьего хора обнаруживается в тексте самой комедии — в частности, в репликах других персонажей.
Одной из особенностей комедии «Птицы» является большое количество таких элементов костюма, как крылья, перья и клювы. Так, в облике птиц разнообразных видов предстаёт каждый член хора, состоящего из двадцати четырёх участников; герои-странники волшебным образом обретают крылья; Удод имеет большой головной убор, напоминающий гребень, изогнутый клюв и лёгкое оперение. Отсутствие у него крыльев озадачивает Эвельпида, который интересуется: «Если так, то где же пёрышки?» Вероятно, внешний вид этого персонажа, так и не ставшего до конца птицей, имеет отсылку к софокловской интерпретации превращения Терея в Удода.
Некоторые опасения у путешественников вызывают клювы. Ещё в прологе, говоря о купленных на рынке галке и вороне, которым надлежало выполнять роль путеводителей, Эвельпид жалуется: «А птицы знай клюют нам руки до крови». Вне зависимости от того, представлены ли галка с вороной на сцене живыми пернатыми особями или «манекенами», они своими клювами явно тревожат героев. Столь же показательна пугающая встреча странников со слугой Удода, при виде которого Писфетер восклицает: «О Феб спаситель! Что за клюв ужаснейший!» Крылья и клювы в комедии — это не только птичьи атрибуты, но и некие сигналы, рассказывающие о статусе их обладателей.
Судя по росписям на античных вазах, гребни и клювы прикреплялись к маскам актёров, участвовавших в постановке, шпоры прицеплялись к каблукам или прихватывались на коленях, крылья были привязаны к плечам или рукам артистов. Оперение обозначалось метками на костюмах. Сами сюжеты для росписи свидетельствуют о том, что птичьи костюмы вызывали интерес у афинских зрителей.
Частью костюма в пьесах Аристофана является фаллос, который изготавливался из кожи, окрашивался в красный цвет и пришивался к элементам одежды. Его гротескный размер позволял разглядеть сценическую деталь со всех мест театра. Зачастую он выступал из-под театральной туники, по длине не достигавшей коленей. Связанные с ним сцены могли быть свидетельством успешности или неудачливости того или иного персонажа. Так, в комедии «Осы» Филоклеон обращается к флейтистке, от которой так и не получает ожидаемого удовольствия, со словами: «Влезай сюда за мной, мой золотой жучок! / Своею ручкою держись за этот жгут, / Но осторожнее: непрочен, стар он стал… / Однако трение не тягостно ему». Герой «Птиц» Писфетер, напротив, предлагает своей невесте Басилее на пути к брачной постели коснуться его «широких крыл» — по мнению Гвендолин Комптон-Энгл, в этой сцене наблюдается перенос функции фаллоса на крылья, а сама женщина является символом награды, которую обретает победитель. По словам философа Сергея Гарина, «для античного грека классических Афин в фаллической символизации не было ничего непристойного, „срамного“, греховного».

## Сценическая обстановка (вариант реконструкции)

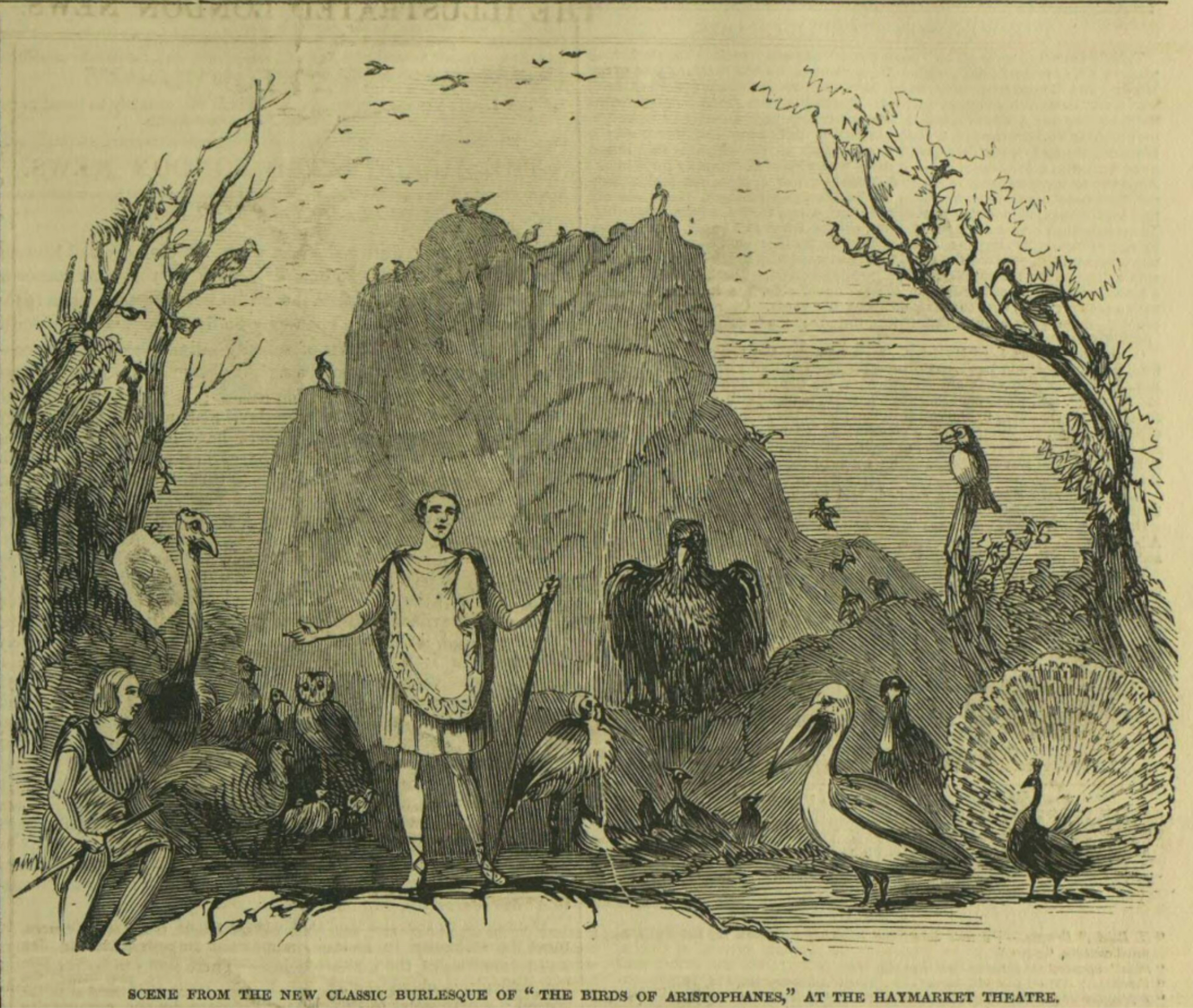
Постановка 1846 года в Лондоне. Классический бурлеск

При постановке комедии в Театре Диониса роль декораций в прологе, вероятно, выполняли расписные ширмы с изображением скал и лесов — такое предположение было выдвинуто автором изданной в Оксфордском университете книги «Птицы Аристофана» (1995) Нэн Данбар, которая более сорока лет занималась изучением и расшифровкой сохранившихся античных источников. По мнению Данбар, в центре стены, сделанной из шкур, находилась дверь, ведущая в гнездо Удода. Внимание зрителей было приковано к двум персонажам в масках стариков — у одного в руках (или на плече) сидела ворона, у другого — галка. Птицы-путеводители, скорее всего, были не бутафорией, а живыми пернатыми; позже, напуганные шумом слетающихся участников хора, они могли взмыть в воздух, добавив спектаклю зрелищности.
Вслед за главными героями шли рабы с багажом — корзинами, горшками, шампурами, чашами, миртовой веткой и постельным бельём. Публику эта процессия не удивляла, потому что для афинских граждан, направлявшихся в небольшое путешествие, сопровождение рабов-носильщиков было привычным явлением. Рабы, как и галка с вороной, исчезли в тот момент, когда их хозяева нуждались в помощи, — во время схватки Писфетера и Эвельпида с птицами.
Завязке предшествовала экспозиция, которая помогла зрителям вникнуть в суть происходящего. Ввод в действие осуществлялся, во-первых, благодаря диалогу, из которого становилось понятно, что герои, преодолев большое расстояние, устали и заблудились; во-вторых, с помощью непосредственного обращения Эвельпида к аудитории: странник объяснил публике, что, устав от судебных тяжб, они покинули город и теперь ищут место для спокойной жизни. «Птицы» — это последняя комедия Аристофана, в которой информация о событиях передавалась путём прямого обращения актёров к зрителям, подчёркивала Нэн Данбар.
В финале комедии, когда происходило чествование Писфетера — преемника Зевса, появилась невеста героя. Роль Басилеи бессловесная, и играл её, скорее всего, красивый актёр. Для воспроизведения звуков грома, раздававшегося в честь Писфетера, возможно, использовались шкуры, набитые мелкими камнями, которые перемещались по медным листам (по уточнению Нэн Данбар, конкретных доказательств существования в V веке до н. э. такого метода «изображения грохота» у исследователей нет). Отъезд жениха и невесты к брачному ложу мог осуществиться с помощью запряжённой мулом тележки или колесницы. Если транспортное средство действительно использовалось, то хор должен быть расступиться, освобождая место свадебной повозке. Не исключён также вариант, что в заключительной сцене Писфетер выходил танцевать вместе с хором.

## Отзывы. Трактовки сюжета

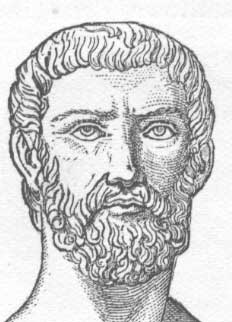
Алкивиад

Если современники Аристофана приняли постановку его «Птиц» прохладно, то древнегреческие учёные более позднего времени дали произведению довольно высокие оценки. Фрагменты некоторых из сохранившихся отзывов были опубликованы в сборнике текстов древнегреческой лирики, изданных немецким филологом Теодором Бергком. Один из древних критиков отмечал, что «эта драма принадлежит к числу очень искусно сочинённых». Другой учёный предположил, что автор комедии пытался «осмеять опять афинян как любителей судебных процессов»; третий сообщил, что драматург, написавший «Птиц», «замыслил нечто великое».
В дальнейшем исследователями неоднократно поднимался вопрос о том, присутствует ли в «Птицах» аллегорический подтекст или же это чистая фантазия автора — в результате было получено немало интерпретаций внутреннего содержания аристофановской комедии. Так, немецкий представитель неогуманизма Иоганн Вильгельм Зюферн в монографии, изданной в 1827 году, предложил трактовку, согласно которой эта пьеса является политической аллегорией, потому что в ней Аристофан иносказательно выступает против сицилийской экспедиции. Птицы, по мнению Зюферна, — это афиняне; под богами подразумеваются спартанцы; в образе Писфетера запечатлены Алкивиад и «отец риторики» Горгий.
Иное толкование дал другой немецкий исследователь древностей — Карл Отфрид Мюллер, высказавший в «Истории греческой литературы» предположение, что аристофановская комедия — это «сатира на афинское легкомыслие и легковерие». Согласно Мюллеру, в истории об идеальном городе высмеиваются «построение воздушных замков и мечты о блаженной жизни, которым тогда предавался афинский народ в массе». Ещё одна трактовка, получившая весьма широкое распространение, была выдвинута швейцарским филологом А. С. Фёгелином: в статье «О Птицах Аристофана» (1858) он утверждал, что произведение не содержит никакой политической подоплёки — это в чистом виде феерия, поэтическая фантазия автора, и ценность пьесы обусловлена в основном лирическими линиями сюжета.
Достаточно широким оказался диапазон мнений об основной идее комедии и среди советских специалистов в области античной литературы. К примеру, в статье Н. Б. Клячко, размещённой в сборнике издательства МГУ, указывается, что «Птицы» — это «злободневная целеустремлённая сатира». Филолог Виктор Ярхо назвал «Птиц» социальной утопией со «сказочным колоритом». По мнению историка театра Валентина Головни, это комедия-сказка, в которой создан пародийный образ утопического государства. Автор пьесы, ещё не зная о трагическом результате сицилийского похода, стремился тем не менее избавить афинян от завышенных ожиданий, и потому его произведение является политическим, утверждал Головня.

Поэт не стесняет себя рамками естественности и правдоподобия. Чем невероятнее его изображение, тем более комичное впечатление оно производит. Пользуясь формами народной сказки, поэт изображает всевозможные превращения и сквозь смех высказывает со всей резкостью горькую истину. Получается комическое соединение реального с фантастическим и даже прямо сказочным. Фантастичность всего действия дополняется той лёгкостью, с какой действие переносится из одного места в другое.— Сергей Радциг

## Художественное своеобразие

### Композиция
Комедия начиналась прологом, в котором давалась завязка действия. За прологом шёл парод, то есть вступительная песня хора при выходе его на орхестру. За пародом следовали различные эписодии, то есть диалогические части комедии, отделённые друг от друга песнями хора. Между эписодиями помещался почти всегда агон, то есть словесный поединок, во время которого два противника защищали противоположные положения. Среди хоровых партий необходимо отметить так называемую парабасу. В конце того эписодия, который следовал непосредственно за пародом, хор сбрасывал свои маски и приближался на несколько шагов к зрителям.— В. В. Головня «Строение древней комедии» (в сокращении)

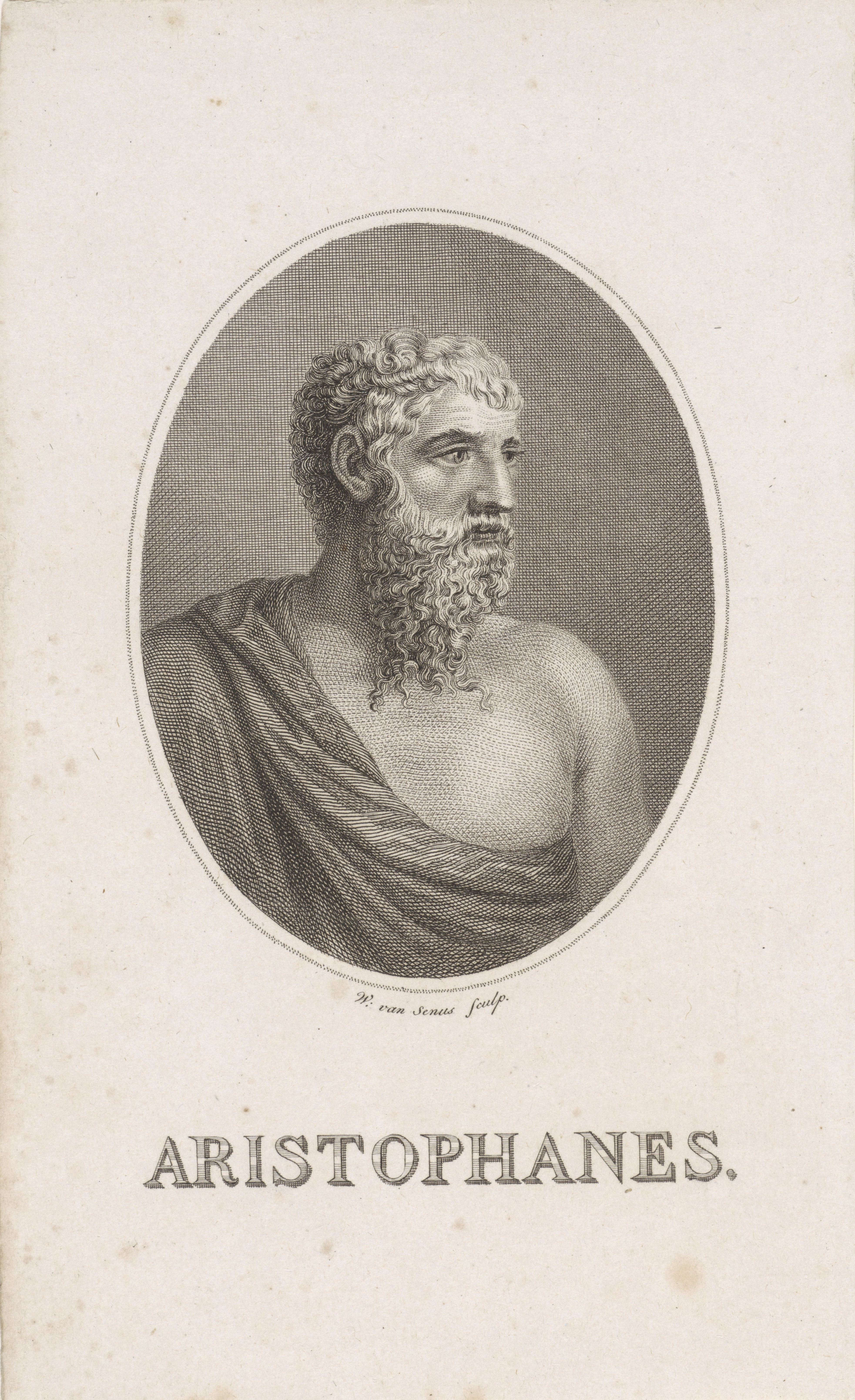
Аристофан

Комедия «Птицы», как и другие пьесы Аристофана, по структуре условно разделена на две части. В первой происходит зарождение и осуществление определённой идеи (в данном случае речь идёт о создании окружённого стеной птичьего города), во второй демонстрируются результаты. Завязка действия начинается в прологе, за которым следует парод, представляющий собой вступление птичьего хора. Если в других произведениях Аристофана (например, в «Ахарнянах» и «Всадниках») весь хор появляется сразу, то в «Птицах» происходит постепенный сбор пернатых на орхестре. Птицы, созванные Удодом на совещание, поначалу воспринимают появление в их среде людей настолько агрессивно, что Писфетеру и Эвельпиду приходится отражать их атаки с помощью горшков и вертелов. Слёт хора сопровождается возбуждённым свистом, переполохом, дракой и угрозами («То-то славно поклюем!»).
После того, как Удоду удаётся установить порядок, наступает время агона. Роль этого словесного состязания в «Птицах» весьма условна, потому что Писфетеру, получившему наконец возможность изложить пернатым свой план, никто не возражает, — лишь соратник Эвельпид время от времени добавляет реплики в поддержку зарождающегося проекта. Речь Писфетера представляет собой своеобразную пародию на учёную историографию — герой, «восстанавливая» прошлое, рассказывает, что именно птицы некогда управляли миром и людьми («Мне больно за вас, я жалею об участи вашей. / Вы царями ведь были»). Теперь же благодаря городу, окружённому стеной, у пернатых появляется шанс вернуть былую власть. План производит на слушателей большое впечатление, предводитель хора объявляет Писфетера «другом наилучшим», путешественники становятся членами птичьего сообщества.
Пока Писфетер и Эвельпид пребывают в доме Удода, обещавшего дать им чудодейственный корешок для обретения крыльев, хор выступает с парабасой. Перед зрителями разворачивается пародийная космогония, в которой восхваляется могущество пернатых: «О бескрылые, бренные вы существа, вы, как сон, невесомы и хрупки, / К нам, бессмертным богам, обратите свой взор». Исследователи выделяют в композиции «Птиц» именно парабасу, поскольку она — впервые в пьесах Аристофана — утрачивает свойственную ей функцию публицистического отступления и включается непосредственно в сюжет произведения.
Вторая часть комедии, действие которой происходит в Тучекукуевске, заполнена сценками балаганного характера. В птичьем царстве один за другим появляются жрец, обещающий ниспослать местным обитателям «здравие, спасение, благоденствие»; нищий поэт, сложивший в честь города песни «застольные, девичьи, хороводные»; предсказатель; землемер Метон и другие незваные гости. Сатирические эпизоды с их участием не оказывают непосредственного влияния на развитие сюжета (в отличие, к примеру, от сцены с делегацией от богов), но показывают общественные настроения афинян во время сицилийского похода. Беседу Писфетера с Прометеем, пришедшим предупредить о недовольстве богов и дать советы по поводу предстоящих переговоров с их посланниками («Мир заключайте лишь на том условии, / Что скипетр птицам Зевс вернёт немедленно / И что тебе он в жёны даст Василию»), несмотря на формальную связь с основным действием, исследователи также относят к числу побочных сцен.

### Художественные средства

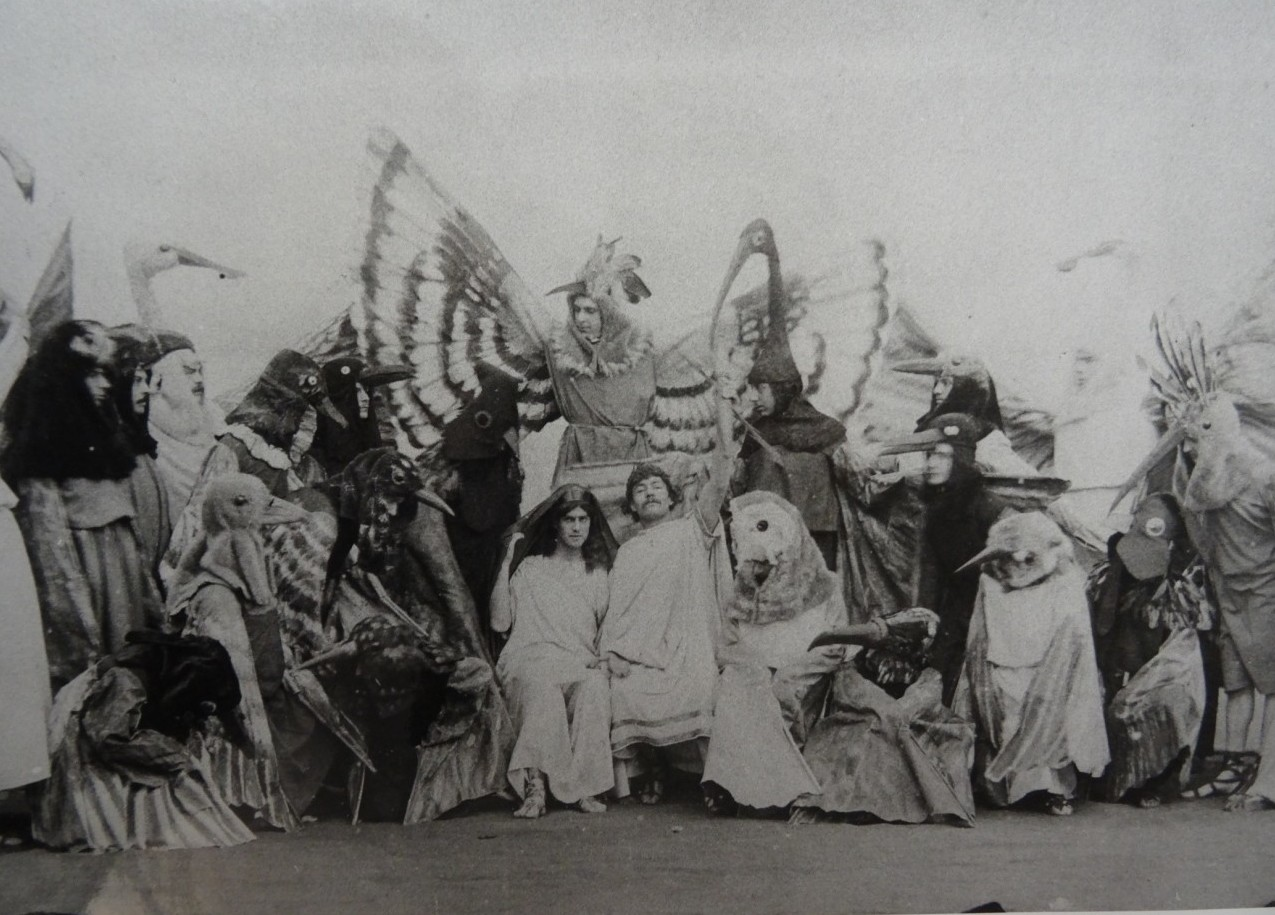
Постановка «Птиц» 1883 года в Кембриджском университете

Комический эффект в «Птицах» достигается за счёт разнообразных художественных и стилистических средств. Сам язык комедии, насыщенный остротами, каламбурами и жаргонными выражениями, близок к разговорной речи жителей Аттики. В то же время в ряде сцен Аристофан предстаёт как тонкий лирик — его музыкальность и знание природы проявляются, к примеру, в арии Удода и описании трелей птиц. По словам швейцарского филолога-эллиниста Андре Боннара, назвавшего «Птиц» поэмой, это произведение комедиографа «словно улетает в область поэзии, чтобы там обрести своё вдохновение».
«Птицы», как и другие пьесы Аристофана, насыщены пародиями. Примером мифологической пародии исследователи называют сцену прибытия в Тучекукуевск делегации от богов. Если образ Посейдона в этом эпизоде создан с помощью гротеска, то в «грубом обжоре» Геракле, готовом принять любые требования Писфетера в обмен на угощение, обнаруживаются элементы мифологической травестии, когда персонаж героического склада представлен в смешном виде. При изображении фракийского бога Трибалла автор комедии пародирует «варварскую речь» чужестранца, несвязные реплики которого каждый из его собеседников может трактовать как угодно.
В произведениях Аристофана есть типажи под обобщённым названием «учёный дурак» — к таковым относятся, например, философ Сократ в «Облаках», драматург Еврипид в «Ахарнянах», землемер Метон в «Птицах». Все они имеют определённые черты, сближающие этих героев с реальными историческими лицами; в то же время комедиограф наделяет их качествами, позволяющими в фарсовой, пародийной форме обыгрывать взгляды, интересы и увлечения высмеиваемых персонажей. Введение в действие реально существовавшего Метона, оказавшегося в числе гостей Тучекукуевска, является тем приёмом, который добавляет достоверности другим — вымышленным — визитёрам. Образ Писфетера, общающегося с Метоном, поэтом, жрецом и другими «просителями» в утрированно-комической манере, создан в традициях буффонады.

### Иносказательность и «декрет Сиракосия»
В «Птицах» чаще, чем в других своих комедиях, Аристофан использовал такой литературный приём, как иносказание. Вероятно, необходимость включить «скрытый смысл» была связана с принятой незадолго до выхода комедии псефизмой — так называемым «законом Сиракосия». Политический деятель Сиракосий — это, по данным исследователей, человек, «пытавшийся ограничить свободу комедии». В «Птицах» он упоминается лишь в сцене, где речь идет о стремлении людей, увлёкшихся мыслями об идеальном городе, получить птичьи имена: «А Сиракосия — дроздом: на голову / Хромает он, ну точно дрозд пришибленный».
В античных комментариях (схолиях) к литературным произведениям сообщается, что Сиракосий был инициатором декрета, запрещающего включать в комедии персонажей, носящих имена афинских граждан. При этом специалисты расходятся во мнениях о том, касался ли закон Сиракосия всех имён, или же речь шла о конкретных личностях. Фраза о дрозде, а также связанные с ней античные комментарии — это, по сути, основная информация о декрете Сиракосия. О самом политическом деятеле сведений также крайне мало — судя по обмолвкам в схолиях, он отличался явными ораторскими способностями.
При этом ряд исследователей полагает, что декрета Сиракосия могло и не существовать; если же он был все-таки принят, то его достаточно быстро отменили. Свидетельством того, что действие закона было не тотальным, является статистика: в «Птицах» не менее тридцати человек названы по реальным именам, трое — по прозвищам. В связи с этим обрела популярность выдвинутая в 1835 году гипотеза Иоганна Дройзена о том, что декрет Сиракосия касался лишь имён тех, кто был осужден «за нечестие в 415 г. — <…> гермокопидов и профанаторов мистерий». Речь в данном случае идёт о кощунстве Алкивиада и его гетерии. «Присутствие» Алкивиада в «Птицах» обозначено косвенно, с помощью намёков. Не исключено, что именно иносказательность помешала комедии Аристофана занять первое место в состязаниях: публика и судьи ждали от драматурга бо́льшей определённости в изложении актуального на тот момент дела гермокопидов и профанаторов мистерий.

### Язык. Переводы
Первые переводы «Птиц» с древнегреческого появились в 1498 году. Вначале это были переводы на латинский, чуть позже произведение было переведено на итальянский (1545), французский (1729), немецкий (1780) и др. Всего с 1440 по 1920 год было выполнено более 350 переводов комедий Аристофана на разные языки.
Аутентичный Аристофан, без вуали викторианской или советской морали, без ретуши и насилия цензоров — это Аристофан нецензурный, как нецензурна почти вся ранняя ямбика.
С творчеством Аристофана российское литературное сообщество было знакомо ещё во времена Сумарокова и Тредиаковского. Однако вопрос со стихотворными переводами «отца комедии» на русский язык долгое время оставался нерешённым. Первые переводы «Птиц» (1876, 1897) были прозаическими, и делались они не с языка оригинала, а с английского и французского. В 1874 году варшавская типография напечатала комедию «Птицы», переведённую на русский язык М. Скворцовым, который ввёл в тексты анапесты и семистопные трохеи. Через восемь лет, в 1882 году, прозаический вариант интерпретации пьесы о птичьем городе представил литературный критик Владимир Чуйко.
В 1920-х годах к переводам пьес Аристофана приступил литературовед Адриан Пиотровский. Перевод «Птиц» был сделан им в 1927 году. Новый вариант перевода той же комедии был осуществлён в 1954 году Соломоном Аптом. Текстологи упрекают Пиотровского в многословии и «превышении прав переводчика» — к примеру, реплика Писфетера «Как они пищат и кричат на бегу!» в его трактовке звучит так: «Верещат, пищат, стрекочут, скачут, прыгают, свистят». В то же время исследователи отдают должное достижениям Пиотровского — речь идёт о соответствии его вариантов оригиналу в плане метрики, структурировании пьес с выделением парода, агона, парабасы и других элементов композиции, передаче общего стилистического строя. По словам профессора Виктора Ярхо, Пиотровский сумел найти адекватную замену «аристофановским непристойностям», при том что комедиограф «безо всякого стеснения называл своими именами предметы и действия, относящиеся к сфере сексуальных и других естественных отправлений человека».

«Аристофан, конечно, неприятен толпе и невыносим для воспитанных людей. Его поэзия похожа на поэзию уличной девки, в зрелом возрасте подражающей замужней женщине. Самонадеянности её не выносит толпа, а распущенность и порочность её вызывают отвращение у почтенных людей»— Из сочинений Плутарха
То, что Ярхо ставит в заслугу Пиотровскому, вызывает ряд вопросов у философа Сергея Гарина, считающего, что европейские переводчики, ретушируя аристофановскую оригинальную лексику, «коллективно выхолащивают этот непосредственный народно архаический дух, заменяя его „вольными импровизациями“ цензурного характера». При этом Гарин подчёркивает, что ставшие классическими переводы Пиотровского вполне соответствуют духу и контексту того времени, когда они создавались.

## Влияния. Постановки

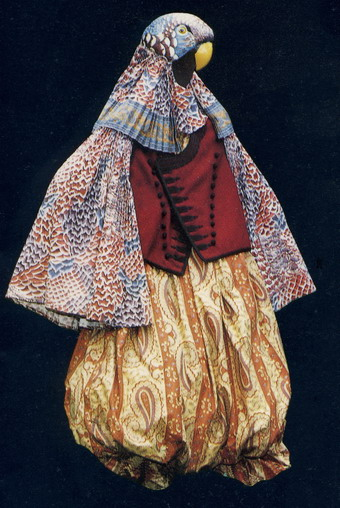
Костюм художника Жака Шмидта для оперы «Птицы» («Les Oiseaux»), 1985

Первая адаптация аристофановских «Птиц» появилась ещё в XVI веке. Французская пьеса «La Nephelococugie, ou la nuee des cocus» (1579), созданная Пьером Ле Лоером, основывалась на фабуле оригинальной комедии, но воспроизводила историю двух братьев-рогоносцев из Тулузы. Исследователи отмечают, что многочисленные изменения оригинала, осуществлённые с использованием средств сатиры французского Возрождения, приблизили текст древней комедии к французской литературной традиции. Говоря о наследии Аристофана, антиковеды упоминают о влиянии «Птиц» на творчество Гёте, который переработал комедию для постановки на сцене Веймарского театра. Премьера спектакля «Птицы по Аристофану» состоялась в августе 1780 года. Гёте взял за основу сказочную фабулу аристофановского произведения и создал сатирическую пьесу, в которой изобличил своих литературных оппонентов. Автора первоосновы немецкий поэт назвал «невоспитанным любимцем Граций». Постановку «Птиц» осуществили Оксфордский (1830) и Кембриджский (1883) университеты. В 1846 году на сцене лондонского театра «Haymarket» Джеймс Планше поставил по пьесе Аристофана классический бурлеск.
Творчеством Аристофана был увлечён и Генрих Гейне. Он считал «Птиц» лучшим произведением древнегреческого драматурга и называл эту комедию «забавной пародией», в которой происходит «дерзкий мятеж людей против вечных богов». Профессор Исай Нахов предполагал, что в комедии Шекспира «Сон в летнюю ночь», сочетающей сказочные мотивы с реальностью, обнаруживается влияние аристофановских «Птиц». По мнению исследователя Сергея Шульца, комедия «Птицы» оказала влияние и на поэму Николая Гоголя — речь идёт, в частности, об образе птицы-тройки, которая своим стремлением двигаться ввысь напоминает основателя города Тучекукуевска: 

В «Мертвых душах» аристофановский «птичий код» вполне прочитывается, позволяет моделировать комически-мифологическую ситуацию эманации гоголевского магического «птичьего имени» на текст поэмы. Налицо «сращивание» «имени» и произведения. В виде одного из прототипов «птицы-тройки» выдвигается стремящийся ввысь, к новой высокой «идиллии» аристофановский Писфетер. За Писфетером, в свою очередь, узнаётся обладатель птичьей фамилии Чичиков. Аристофан и Гоголь стремятся к онтологическо-мифологической высокой игре в новую «космогонию».
В 1920 году сюжет комедии «Птицы» использовал немецкий композитор Вальтер Браунфельс, написавший одноимённую оперу — «Die Vögel». Интерес к комедии, написанной в 414 году до н. э., сохраняется и в XX—XXI веках. Так, в 1959 году режиссёр Каролос Кун представил «Птиц» зрителям летнего фестиваля в Афинах. Эта постановка считается спектаклем-долгожителем — он неоднократно возобновлялся режиссёрами и хореографами новых поколений (показ 2008 года был приурочен к 100-летию Куна). В 2014—2015 годах спектакль «Птицы» был показан зрителям театрального фестиваля в Эпидавре.
В марте 2013 года состоялась премьера спектакля «Птицы», поставленного Первой студией Театра имени Вахтангова; в этой постановке тексты Аристофана были соединены со стихами Иосифа Бродского. В 2014 году «Птицы» (фарс в двух действиях) появились на сцене московского театра «Et Cetera». Своеобразную вариацию на тему аристофановской комедии подготовил в 2017 году театр Ленком, соединивший отдельные сюжетные линии «Птиц» с фабулой рассказа Антона Чехова «Попрыгунья».
Созданный при Оксфордском университете международный центр исследований греческой и римской драмы (APGRD) в своём архиве фиксирует, что с 1578 по 2019 год в мире было осуществлено более двухсот постановок и адаптаций «Птиц».

## Комментарии
1. ↑  Комедия «Птицы» — самая длинная из сохранившихся пьес Аристофана.
2. ↑  Здесь и далее возможно несовпадение имён, воспроизводимых в разных изданиях[10].
3. ↑  По версии филолога Виктора Ярхо, имена героев имеют немного иное значение: Писфетер — «верный друг», Эвельпид — «надеющийся на благо»[13].
4. ↑  Музыкальные партии к комедиям Аристофана не сохранились. Исследователи делают предположения, ориентируясь на музыкальность стиха.